# Na'an
Na'an (hebrejsky נַעַן, v oficiálním přepisu do angličtiny Na'an) je vesnice typu kibuc v Izraeli, v Centrálním distriktu, v Oblastní radě Gezer.

## Geografie
Leží v nadmořské výšce 90 metrů na pomezí hustě osídlené a zemědělsky intenzivně využívané pobřežní nížiny a regionu Šefela, na jihovýchodním okraji aglomerace Tel Avivu.
Obec se nachází 16 kilometrů od břehu Středozemního moře, cca 22 kilometrů jihovýchodně od centra Tel Avivu, cca 37 kilometrů severozápadně od historického jádra Jeruzalému a 3 kilometry od východního okraje města Rechovot. Na'an obývají Židé, přičemž osídlení v tomto regionu je etnicky převážně židovské. Pouze ve městech Lod a Ramla severně odtud žije cca dvacetiprocentní menšina izraelských Arabů.
Na'an je na dopravní síť napojen pomocí dálnice číslo 40. Východně od kibucu zároveň probíhá dálnice číslo 6, podél níž vede i železniční trať z Lodu do Beerševy.

## Dějiny
Na'an byl založen v roce 1930. Zakladateli kibucu byla skupina židovské mládeže z organizace ha-Noar ha-Oved ve-ha-Lomed. 42 členů této skupiny se nejprve živilo prací v sadech u nedalekého města Rechovot, pak odkoupili od Židovského národního fondu prvních 42 hektarů pozemků pro novou vesnici. Zpočátku obývali tři provizorní příbytky. Před vznikem státu Izrael sloužila vesnice jako jeden z opěrných bodů židovských jednotek Palmach včetně ilegálních dílen na výrobu zbraní. Během války za nezávislost v roce 1948 pak tvořil Na'an jeden z nástupních prostorů židovských sil při opakovaných bojích o strategický Latrun. 23. května 1948 byla právě zde soustředěna Brigáda Ecioni.
Po roce 1948 získal kibuc i část pozemků vysídlené arabské vesnice al-Na'ani, jež stávala až do války za nezávislost cca 1,5 kilometru východně od Na'an. Stávaly v ní dvě mešity a chlapecká základní škola založená roku 1923. Poblíž vesnice se rozkládala lokalita Chirbet Tal Malat, se stavebními pozůstatky identifikovanými jako biblický Gibton (nezaměňovat s nynější židovskou vesnicí Gibton cca 7 kilometrů západně odtud). Roku 1931 měla al-Na'ani 1142 obyvatel a 300 domů. Počátkem války byla tato oblast v květnu 1948 ovládnuta židovskými silami a arabské osídlení zde skončilo. Zástavba vesnice pak byla 10. června 1948 zbořena s výjimkou objektu železniční stanice a několika domů.
Koncem 40. let 20. století měl kibuc rozlohu 1582 dunamů (1,582 kilometru čtverečního). Místní ekonomika je založena na zemědělství a průmyslu (výroba zavlažovacích zařízení). V obci funguje plavecký bazén, mateřská škola, muzeum židovského osidlování a společná jídelna. Správní území obce měří v současnosti 7500 dunamů (7,5 kilometrů čtverečních), z toho je 6500 dunamů využíváno pro zemědělství.
Narodil se zde politik Gadi Jaciv.

## Demografie
Podle údajů z roku 2014 tvořili naprostou většinu obyvatel v Na'an Židé osob (včetně statistické kategorie "ostatní", která zahrnuje nearabské obyvatele židovského původu ale bez formální příslušnosti k židovskému náboženství).
Jde o menší obec vesnického typu s dlouhodobě rostoucí populací. K 31. prosinci 2014 zde žilo 1484 lidí. Během roku 2014 populace stoupla o 1,6 %.
| Rok            | 1948 | 1961 | 1972 | 1983 | 1995 | 2001 | 2003 | 2004 | 2005 | 2006 | 2007 | 2008 | 2009 | 2010 | 2011 | 2012 | 2013 | 2014 |
| -------------- | ---- | ---- | ---- | ---- | ---- | ---- | ---- | ---- | ---- | ---- | ---- | ---- | ---- | ---- | ---- | ---- | ---- | ---- |
| Počet obyvatel | 829  | 870  | 896  | 1133 | 1181 | 1150 | 1174 | 1169 | 1172 | 1183 | 1164 | 1206 | 1305 | 1332 | 1378 | 1441 | 1461 | 1484 |